# 小行星4011
小行星4011（4011 Bakharev）是一颗绕太阳运转的小行星，为主小行星带小行星。该小行星于1978年9月28日发现。

## 轨道参数
小行星4011的轨道半长轴为2.1951115 UA，离心率为0.051。